# Sconosciuto 1945
Sconosciuto 1945 è un saggio di Giampaolo Pansa del 2005, nel quale l'autore prosegue la sua opera di rassegna e divulgazione dei crimini commessi in Italia dopo la fine della Seconda guerra mondiale, come già fatto nel suo precedente libro Il sangue dei vinti.

## Contenuto
Il libro contiene nuove testimonianze su stragi, omicidi mirati e atti di violenza avvenuti dopo la Liberazione, raccolte per lo più dopo la pubblicazione de Il sangue dei vinti grazie a famigliari delle vittime che avevano contattato l'autore perché fosse partecipe delle informazioni in loro possesso e le divulgasse qualora lo ritenesse opportuno.
Gli eventi vengono presentati sotto la forma di un dialogo tra l'autore e un personaggio immaginario, l'avvocato milanese in pensione Giorgio Alberti, ufficiale dell'ARMIR e poi partigiano.

## Copertina del libro
Sulla copertina è riprodotta la fotografia, con la dicitura "Sconosciuto 1945", della targhetta rinvenuta sul corpo del giornalista Sebastiano Caprino, ucciso a Milano nel maggio 1945. Tale fotografia fu consegnata a Pansa da Giovanna Caprino, figlia di Sebastiano, che lo contattò dopo aver letto del padre su Il sangue dei vinti..

## Edizioni
- Giampaolo Pansa, Sconosciuto 1945, Saggi. Storia, Milano, Sperling & Kupfer, 2005,  pp. XII-475, ISBN 88-200-3967-2.
- Giampaolo Pansa, Sconosciuto 1945, Milano, Mondolibri, 2006,  pp. XII-475.
- Giampaolo Pansa, Sconosciuto 1945, Superbestseller, Milano, Sperling Paperback, 2011,  pp. XII-475, ISBN 978-88-6061-712-5.